# Габовер, Грейс
Грейс Габо́вер (англ. Grace Gabower; род. 21 марта 1994) — американская кёрлингистка.
В составе женской команды США участница зимней Универсиады 2015.
Начала заниматься кёрлингом в 1998.

## Достижения
- Чемпионат США по кёрлингу среди юниоров: серебро (2010), бронза (2008, 2013, 2014).

## Команды
| Сезон   | Четвёртый      | Третий            | Второй        | Первый        | Запасной                            | Турниры              |
| ------- | -------------- | ----------------- | ------------- | ------------- | ----------------------------------- | -------------------- |
| 2004—05 | Karlie Kroenig | Alyssa Kaschinske | Грейс Габовер | Дженна Хааг   |                                     | [ 1 ]                |
| 2009—10 | Бекка Хэмилтон | Karlie Koenig     | Дженна Хааг   | Грейс Габовер | тренер: Neil Doese                  | ЧСШАЖ 2010 (4 место) |
| 2010—11 | Дженна Хааг    | Chloe Pahl        | Грейс Габовер | Erin Wallace  |                                     | ЧСШАЖ 2011 (7 место) |
| 2011—12 | Дженна Хааг    | Chloe Pahl        | Грейс Габовер | Erin Wallace  |                                     | ЧСШАЮ 2012 (5 место) |
| 2012—13 | Дженна Хааг    | Chloe Pahl        | Грейс Габовер | Erin Wallace  | Brittany Falk                       | ЧСШАЮ 2013           |
| 2013—14 | Дженна Хааг    | Erin Wallace      | Грейс Габовер | Brittany Falk |                                     | ЧСШАЮ 2014           |
| 2015    | Ханна Эли      | Эбби Суславич     | Эмма Аннанд   | Эмили Уокер   | Грейс Габовер тренер: Don Arsenault | ЗУ 2015 (8 место)    |

(скипы выделены полужирным шрифтом)